# Golf van Mannar
De Golf van Mannar is een deel van de Indische Oceaan dat tussen het uiterste zuiden van India (deelstaat Tamil Nadu) en Sri Lanka in het oosten van de Laccadivenzee ligt. In het noordoosten staat de baai via de Straat Palk in verbinding met de Palkbaai, onderdeel van de Golf van Bengalen.
De watermassa heeft een breedte van tussen de 160 en 200 km. 
De Golf van Mannar ontleent zijn naam aan het Sri Lankaanse eiland Mannar en de gelijknamige plaats Mannar.

## Flora en fauna
Er zijn 117 koraalsoorten geregistreerd die in de Golf van Mannar voorkomen. Ook zeeschildpadden, haaien en dolfijnen bezoeken de golf regelmatig. Toch is het aantal dieren de laatste jaren achteruitgegaan, mede als gevolg van overbevissing. De visvangsten zijn daardoor gedaald.
De baai ligt in de mariene ecoregio Zuidelijk India en Sri Lanka.